# 1888 en football
Cet article présente les faits marquants de l'année 1888 en football.

## Clubs fondés en 1888
- en Angleterre :
  - fondation du club de Barnet FC, basé à Barnet.
  - fondation du club de Dartford FC, basé à Dartford.
  - fondation du club de Walsall FC, basé à Walsall.

## Janvier
- 7 janvier : incidents au cours du match de FA Challenge Cup Aston Villa - Preston North End FC. Le stade est déjà plein alors que plusieurs milliers de candidats-spectateurs se pressent aux guichets. Intervention musclée de la police.

## Février
- 4 février : 
  - début du British Home Championship, à Crewe (Nantwich Road), l'Angleterre s'impose 1-5 face au pays de Galles. 6 000 spectateurs.
  - à Glasgow (Hampden Park), en finale de la 15e édition de la Coupe d'Écosse, Renton bat Cambuslang, 6-1 devant 10 000 spectateurs.

## Mars
- 3 mars : à Wrexham (Racecourse Ground), le pays de Galles s'impose 11-0 sur l'Irlande devant 3 500 spectateurs.
- 10 mars : à Édimbourg (Easter Road Park), l'Écosse s'impose 5-1 face au pays de Galles devant 7 000 spectateurs.
- 17 mars : à Glasgow (Hampden Park), l'Angleterre écrase l'Écosse : 0-5 devant 10 000 spectateurs. Première défaite de la sélection écossaise depuis le 5 avril 1879. Première défaite à domicile. L'Angleterre remporte le British Championship.
- 23 mars : fondation de la Football League après une réunion de sept clubs au Anderton's Hotel de Londres. William McGregor (Aston Villa) est considéré comme le père de la Football League.
- 24 mars : 
  - finale de la 17e FA Challenge Cup (149 inscrits). West Bromwich Albion 2, Preston North End FC 1. 19 000 spectateurs au Kennington Oval. Cette victoire de WBA est la première très grosse surprise de l'histoire. Preston était tellement certain de l'emporter, qu'il avait obtenu la faveur de se faire photographier avec le trophée avant le match… Non, West Bromwich Albion n'avait aucune chance de gagner… Les Baggies s'imposent pourtant, comme ils l'avaient fait un an plus tôt en demi-finale face au même Preston. 
  - à Belfast (Solitude Ground), l'Écosse s'impose 2-10 face à l'Irlande devant 8 000 spectateurs.
- 31 mars : à Belfast (Ballynafeigh Park), l'Angleterre s'impose 1-5 face à l'Irlande devant 6 000 spectateurs.

## Avril
- 1er avril : fondation du club de football néerlandais, le Sparta Rotterdam sous le nom de RV&AV Sparta Rotterdam.
- 15 avril : en Allemagne, avec un couple d'amis de l'école de Berlin-Tempelhof, les frères Jestram fondent le BFC Germania 1888, le plus ancien club de football encore existant.

## Mai
- 13 mai : au Brésil, fondation du club sportif de São Paulo Athletic Club comme un club de cricket qui ensuite développera une section football et une de rugby à XV.

## Septembre
- 8 septembre : première journée de la Football League. On commence le championnat sans avoir pris de décision définitive concernant la comptabilité des points. C'est en novembre qu'on tombe d'accord pour accorder deux points pour une victoire, un pour un nul et zéro pour une défaite. Douze clubs prennent part à cette première édition : Preston North End FC bat Burnley 5 à 2, Wolverhampton Wanderers FC et Aston Villa 1-1, Derby County FC vient gagner 6-3 à Bolton Wanderers, West Bromwich Albion s’impose 2-0 à Stoke City FC, Everton Football Club bat Accrington FC 2-1, Notts County FC et Blackburn Rovers attendent le 15 septembre pour faire leur entrée dans ce championnat.
- 26 septembre : Ski og FK Lyn Kristiana remporte la Coupe de Norvège de football en s'imposant 4-3 après prolongation face à Odds BK Skien.

## Octobre
- Octobre : fondation de la « Combination League » par Newton Heath, Grimsby Town FC, Lincoln City FC, Burslem Port Vale, Crewe Alexandra FC, Bootle FC, Small Heath et Blackburn Olympic.

## Naissances
- 3 janvier : Arthur Berry, footballeur anglais († 1953).
- 10 janvier : Alfred Birlem, footballeur puis arbitre allemand († 1956).
- 28 janvier : Kaarlo Soinio, gymnaste et footballeur finlandais († 1960).
- 30 janvier : Eberhardt Illmer, footballeur allemand († 1955).
- 27 février : Richard Kohn, footballeur puis entraîneur autrichien († 1963).
- 15 mars : Sophus Nielsen, footballeur danois († 1963).
- 15 avril : Charles Dujardin, footballeur français († 1914).
- 17 avril : Jan Vos, footballeur néerlandais († 1939).
- 28 avril : Walter Tull, footballeur anglais († 1918).
- 11 mai : Jimmy Blair, footballeur écossais († 1964).
- 20 mai : Mannes Francken, footballeur néerlandais († 1948).
- 14 juin : Sadi Dastarac, footballeur français († 1911).
- 22 juin : Lo La Chapelle, footballeur néerlandais († 1966).
- 3 juillet : Emmanuel Gambardella, journaliste et dirigeant sportif français († 1953).
- 24 août : Leo Bosschart, footballeur néerlandais († 1951).
- 13 septembre : Fritz Becker, footballeur allemand († 1963).
- 16 septembre : Karl Gustafsson, footballeur suédois († 1960).
- 3 octobre : Jack Peart, footballeur anglais († 1948).
- 6 octobre : Louis-Bernard Dancausse, joueur de rugby à XV puis dirigeant de football français († 1961).
- 10 octobre : Pietro Lana, footballeur italien († 1950).
- 10 novembre : Eugène Petel, footballeur français († 1914).
- 11 novembre : Carlos Scarone, footballeur uruguayen († 1965).
- 12 novembre : Max Breunig, footballeur puis entraîneur allemand († 1961).
- 16 novembre : Émilien Devic, footballeur français († 1944).
- Bob Whittingham, footballeur anglais († 1926).